# Mersin
Mersín es una ciudad situada en la costa del Mediterráneo del sur de Turquía y capital de la provincia de Mersin. Cuenta con una población de 623 861 habitantes (2007).

## Historia
La costa de la ciudad ha estado habitada desde el IX milenio a. C. Las excavaciones de John Garstang en el monte Yümüktepe han revelado 23 niveles de ocupación desde el año 6300 a. C. Alrededor del año 4500 a. C., se levantó una fortificación que fue abandonada entre 3200 a. C. y 1200 a. C.
Posteriormente, la ciudad formó parte de numerosos estados y civilizaciones, incluidos los hititas, asirios, persas, griegos, los antiguos macedonios de Alejandro Magno, seléucidas y lágidos. Durante la Antigua Grecia, la ciudad se llamó Cefirio (en griego, Ζεφύριον). Además de su puerto natural y su posición estratégica respecto a las rutas comerciales del sur de Anatolia, la ciudad se benefició del comercio de molibdeno de las cercanas minas de Coreyra; ciertas fuentes de la antigüedad afirmaron que se trataba del mejor molibdeno. La ciudad de Mersin también acuñó su propia moneda.
La región se convirtió en la provincia romana de Cilicia, cuya capital fue Tarso, mientras que la vecina Mersin pasó a ser el puerto principal. La ciudad, cuyo nombre fue latinizado a Zephyrium, volvió a cambiar de nombre para conocerse como Adrianópolis en honor al emperador Adriano.
Cuando el Imperio romano se dividió en dos, la región quedó en la mitad gobernada desde Bizancio, ciudad que se convirtió en el centro comercial. Este hecho supuso la pérdida del esplendor de Mersin.
La ciudad fue cristianizada pronto y se convirtió en sede episcopal de un obispo. Le Quien (Oriens christianus, II, 883) hace referencia a cuatro obispos de Zephyrion: Aerius, quien presenció el Primer Concilio de Constantinopla, en 381; Zenobius, nestoriano que estuvo en el Segundo Concilio de Constantinopla en 432-434; Hypatius, presente en el Concilio de Calcedonia en 451; y Pedro, en el Concilio Trullano de 692. La ciudad continuó siendo diócesis titular de la Iglesia católica, Zephyriensis; la sede está vacante desde 1966.
Posteriormente llegaron los árabes, los tuluníes, los selyúcidas, los mongoles, los cruzados, los armenios, los mamelucos y los beyliks de Anatolia, hasta que finalmente fue conquistada por los otomanos en 1473.
Durante la guerra civil estadounidense, la región se convirtió en el principal abastecedor de algodón ante la escasez. Se ampliaron las líneas de ferrocarril hasta Mersin en 1866, desde donde se exportaba el algodón en barco, por lo que la ciudad se convirtió en un importante foco comercial. Hacia el año 1900, la Catholic Encyclopedia registra una población de 14 000 habitantes, de los que 3000 eran griegos, 1000 armenios y 650 católicos. La parroquia católica de Mersin estaba administrada por capuchinos; también existían escuelas para chicos y chicas, y hospitales.
En 1918, Mersin fue ocupada por las tropas francesas y británicas siguiendo el Tratado de Sèvres. Fue liberada por el ejército turco en 1920. En 1924, Mersin se convirtió en una provincia y, en 1933, se unieron las provincias de Mersin e İçel se unieron para formar la provincia de İçel.
Turquía tiene previsto construir su primera central nuclear en Mersin. En marzo de 2008, se abrió el concurso para la construcción de la central. Grupos ecologistas, como Greenpeace, han anunciado su oposición al plan.

## Economía

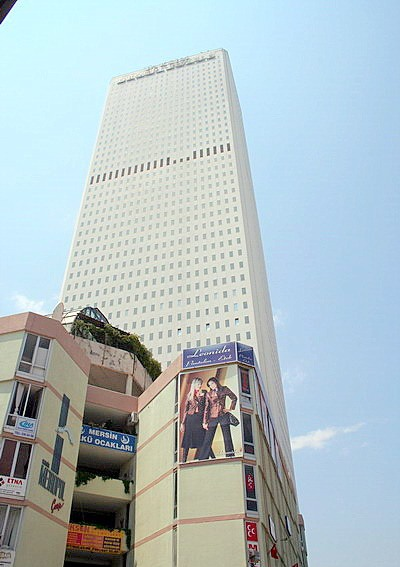
La torre Mertim es la más alta de la ciudad.

El puerto de Mersin es el principal pilar de la economía de la ciudad. Cuenta con 45 muelles, una superficie total de 785 km² y una capacidad de 6000 barcos anuales.
Junto al puerto se encuentra la zona franca de Mersin. Establecida en 1986, fue la primera zona de estas características en Turquía, con almacenes, tiendas, talleres de montaje y desmontaje, mantenimiento e ingeniería, bancos y aseguradoras, instalaciones de empaquetado y etiquetado, y exposiciones. Se trata de un espacio público dedicado a la inversión extranjera, cerca de los principales mercados de Oriente Próximo, África del Norte, Europa del Este y Occidental, Rusia y Asia Central. El volumen comercial de la zona franca en 2002 fue de 51 800 millones de dólares.
Mersin cuenta con autopistas al norte y al este, y está conectada a la línea de ferrocarril del sur de Turquía. El aeropuerto de Adana se encuentra a 69 km.
El 70% de los hombres y el 46% de las mujeres trabaja. El índice de paro es del 6,7%.

## Urbanismo
Hoy, Mersin es una gran ciudad que se extiende a lo largo de la costa. Cuenta con el segundo rascacielos más alto de Turquía, grandes hoteles, un teatro de ópera, propiedades de lujo junto al mar o en las colinas, y muchos servicios urbanos más, aunque sin llegar a la vida nocturna y la cultura de Estambul o Esmirna.
El ayuntamiento está intentando recuperar la costa con paseos, parques y estatuas; aún quedan palmeras a ambos lados de la calle, donde los jóvenes suelen reunirse para ir a cafeterías y pastelerías de barrios como Pozcu o Çamlıbel. El centro de la ciudad es un laberinto de calles estrechas y galerías con tiendas y cafeterías. El casco antiguo se encuentra cerca de la lonja y allí se pueden encontrar puestos callejeros donde se vende tantuni y bocadillos de hígado a la parrilla.
Uno de los elementos que destacan en la ciudad son los paneles solares; se encuentran en numerosos edificios.

## Universidad de Mersin
La Universidad de Mersin fue fundada en 1992 y comenzó su actividad educativa en 1993, con 11 facultades, 6 escuelas y 9 escuelas de formación profesional. Ya se han graduado alrededor de 10 000 estudiantes, ha ampliado el número de académicos a más de 2100 y tiene más de 38 000 estudiantes.

## Turismo
Para poder nadar en agua limpia, es necesario salir de la ciudad. Las playas de Kızkalesi, Ayaş, Soloi y Susanoğlu son populares entre las familias, mientras que los jóvenes prefieren Akyar, Yapraklı koy, Narlikuyu o bahías más tranquilas, algunas de las cuales son realmente atractivas.

## Cultura
Durante siglos, Mersin ha sido un cruce de rutas comerciales, por lo que la cultura local es una mezcla de gran riqueza. Mersin cuenta con un teatro de ópera y danza, el cuarto después de Estambul, Esmirna y Ankara. El Festival de Música Internacional de Mersin vio la luz en 2001 y se celebra cada mes de octubre. La asociación de fotografía Mersin Fotograf Derneği (MFD) es una de las organizaciones culturales más conocidas y activas de la ciudad. También destaca el Museo Arqueológico de Mersin. El cementerio municipal resulta interesante, ya que pueden enterrarse personas de cualquier religión. 

## Gastronomía
La cocina local incluye el tantuni, un kebab picante con carne a la parrilla; la salchicha casera bumbar; halva de zanahoria (cezerye); karsambaç (un tipo de sorbete); künefe, un dulce de queso al horno (conocido en todo el sureste de Turquía); y kerebiç, un postre de sémola que se hace especialmente para el mes de Ramadán. También destacan las sopas y los estofados locales. La bebida tradicional de Mersin es el şalgam.

## Juegos Mediterráneos
| Predecesor: Pescara | Ciudad Mediterránea 2013 | Sucesor: Tarragona |

## Ciudades hermanadas
- Kushimoto (Japón)
- Latakia (Siria)

## Personas notables
- Ahmet Kireççi, luchador y medallista olímpico
- Karacaoğlan, poeta del siglo XVII